# Holothele sulfurensis
Holothele sulfurensis är en spindelart som beskrevs av Robert Joseph Jean-Marie Maréchal 2005. Holothele sulfurensis ingår i släktet Holothele och familjen fågelspindlar.
Artens utbredningsområde är Guadeloupe. Inga underarter finns listade i Catalogue of Life.